# Robert Eardley
Robert Bradford Eardley (ur. 12 stycznia 1944) – bahamski żeglarz, olimpijczyk.
Wziął udział w Letnich Igrzyskach Olimpijskich 1964 w klasie Dragon, wespół z Godfreyem Kellym i Basilem Kellym. W końcowej klasyfikacji zajęli 7. miejsce wśród 23 startujących załóg, a jeden z wyścigów zakończył się ich zwycięstwem.